# Conteúdo fenólico do vinho

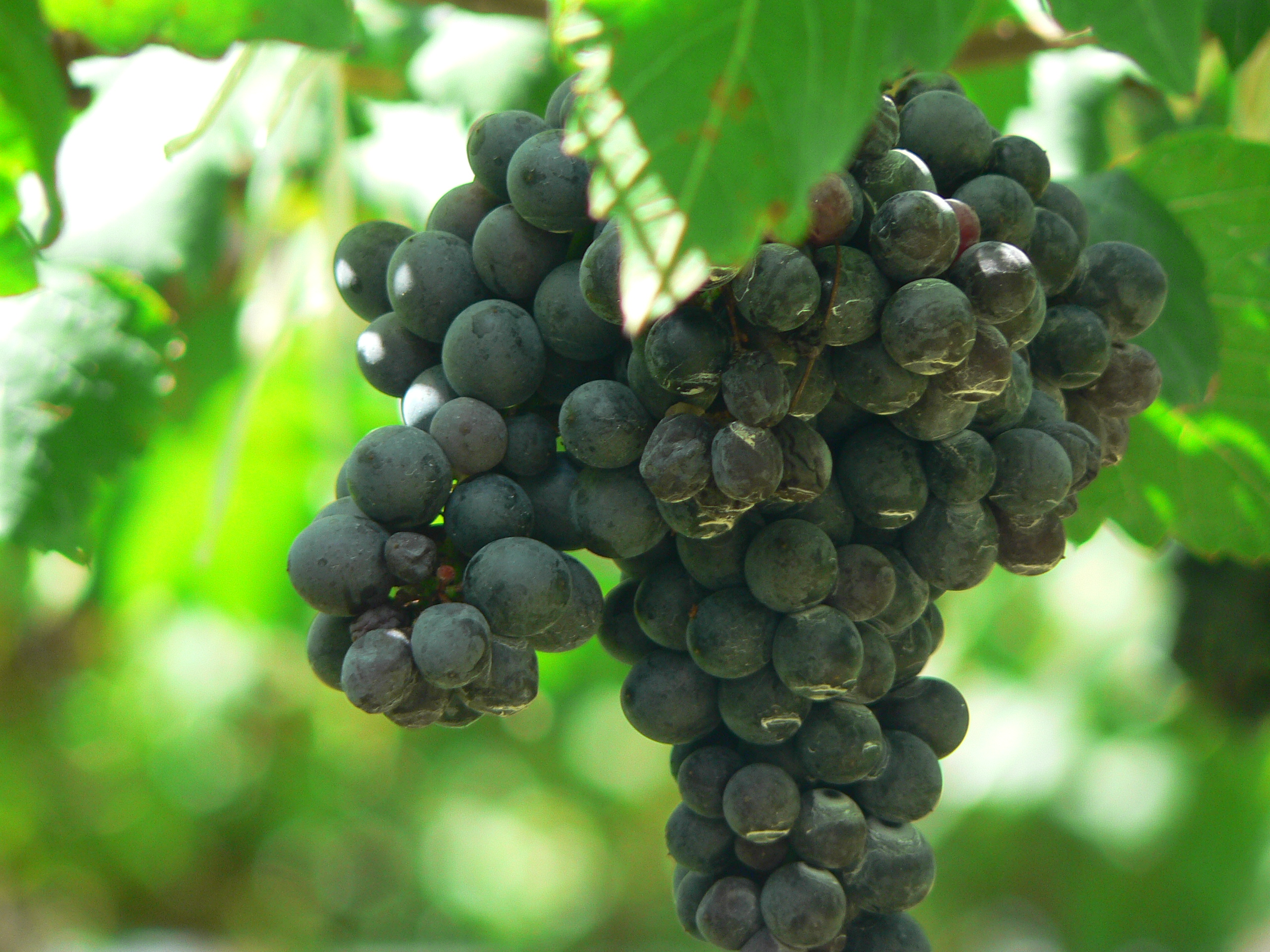
Os compostos fenólicos das uvas Syrah contribuem para o sabor, a cor e a sensação na boca do vinho

O conteúdo fenólico do vinho refere-se aos compostos fenólicos - fenóis naturais [en] e polifenóis - no vinho; incluem um grande grupo com várias centenas de compostos químicos que afetam o sabor, a cor e a sensação na boca do vinho. Esses compostos incluem ácidos fenólicos, estilbenoides, flavonóis, diidroflavonóis, antocianinas, monômeros de flavanol (catequinas) e polímeros de flavanol (proantocianidinas [en]). Esse grande grupo de fenóis naturais pode ser separado em duas categorias: flavonoides e não-flavonoides. Os flavonoides incluem as antocianinas e os taninos, que contribuem para a cor e a sensação na boca do vinho. Os não-flavonoides incluem os estilbenoides, como o resveratrol, e os ácidos fenólicos, como os ácidos benzoico, cafeico e cinâmico.

## Origem dos compostos fenólicos
Os fenóis naturais não estão distribuídos uniformemente na fruta. Os ácidos fenólicos estão presentes em grande parte na polpa, na casca são encontradas as antocianinas e os estilbenoides, e outros fenóis (catequinas, proantocianidinas e flavonóis) estão presentes na casca e nas sementes. Durante o ciclo de crescimento da videira, a luz solar influenciará a concentração de compostos fenólicos nas bagas da uva, sendo seu desenvolvimento um componente importante do gerenciamento da copa. Assim, a proporção dos diferentes fenóis em um vinho irá variar de acordo com o tipo de vinificação. O vinho tinto será mais rico em fenóis abundantes na casca e nas sementes, como antocianina, proantocianidinas e flavonóis, enquanto os fenóis do vinho branco serão essencialmente originários da polpa e serão os ácidos fenólicos, juntamente com quantidades menores de catequinas e estilbenos. Os vinhos tintos também contêm os fenóis encontrados nos vinhos brancos.
Durante o envelhecimento do vinho, os fenóis simples são transformados em moléculas complexas formadas principalmente pela condensação de proantocianidinas e antocianinas. As antocianinas reagem com catequinas, proantocianidinas e outros componentes do vinho durante o envelhecimento para formar novos pigmentos poliméricos, resultando em uma modificação da cor do vinho e em menor adstringência. O teor médio total de polifenóis medido pelo método Folin é de 216 mg/100 ml para o vinho tinto e 32 mg/100 ml para o vinho branco. O teor de fenóis no vinho rosé é intermediário entre o do vinho tinto e o do vinho branco (82 mg/100 ml).
Na vinificação, o processo de maceração ou "contato com a pele" é usado para aumentar a concentração de fenóis no vinho. Os ácidos fenólicos estão presentes na polpa ou no suco do vinho e podem ser encontrados comumente em vinhos brancos, que normalmente não passam por um período de maceração. O processo de envelhecimento em carvalho [en] também pode introduzir compostos fenólicos no vinho, principalmente a vanilina, que acrescenta aroma de baunilha aos vinhos.
A maioria dos fenóis do vinho é classificada como metabólitos secundários e não se acredita que sejam ativos no metabolismo primário e na função da videira. No entanto, há evidências de que em algumas plantas os flavonoides desempenham um papel como reguladores endógenos do transporte de auxina. Eles são solúveis em água e geralmente são secretados no vacúolo da videira como glicosídeos.

## Polifenóis da uva
A Vitis vinifera produz muitos compostos fenólicos. Há um efeito varietal na composição relativa.

### Flavonoides
Artigo principal: Flavonoides

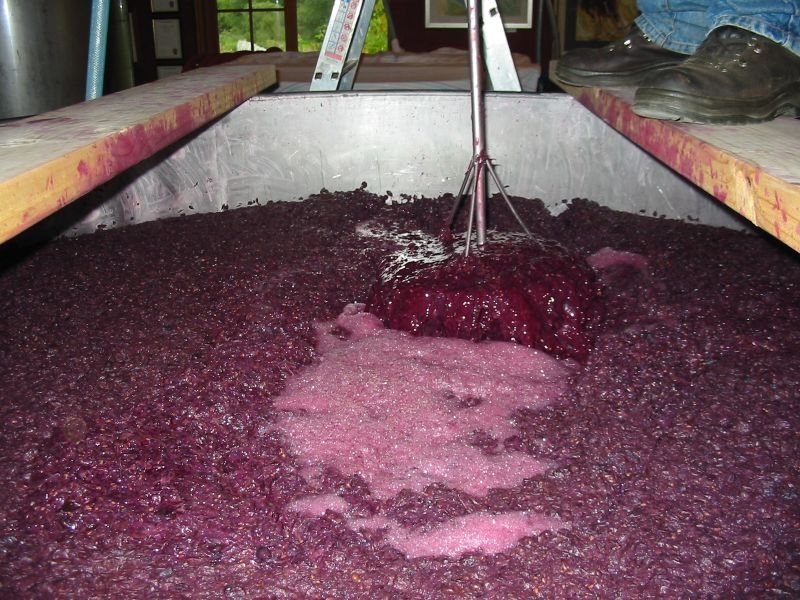
O processo de maceração ou contato prolongado permite a extração de compostos fenólicos (inclusive aqueles que formam a cor do vinho) da casca da uva para o vinho.

No vinho tinto até 90% do conteúdo fenólico se enquadra na classificação de flavonoides. Esses fenóis, derivados principalmente dos caules, das sementes e das cascas, são frequentemente lixiviados da uva durante o período de maceração da vinificação. A quantidade de fenóis lixiviados é conhecida como extração. Esses compostos contribuem para a adstringência, a cor e a sensação na boca do vinho. Nos vinhos brancos, o número de flavonóides é reduzido devido ao menor contato com as peles que eles recebem durante a vinificação. Há um estudo em andamento sobre os benefícios do vinho para a saúde derivados das propriedades antioxidantes e quimiopreventivas dos flavonóides.

#### Flavonóis
Artigo principal: Flavonóis
Dentro da categoria dos flavonóides há uma subcategoria conhecida como flavonóis, que inclui o pigmento amarelo - a quercetina. Como outros flavonoides, a concentração de flavonóis nas bagas de uva aumenta à medida que elas são expostas à luz solar. As uvas para vinho com muita exposição ao sol podem ter o período de amadurecimento acelerado, o que leva a uma menor capacidade de síntese de flavonóis. Alguns viticultores usarão a medição de flavonóis, como a quercetina, como indicação da exposição ao sol de um vinhedo e da eficácia das técnicas de gerenciamento do dossel.

#### Antocianinas
Artigo principal: Antocianina
As antocianinas são compostos fenólicos encontrados em todo o reino vegetal, sendo frequentemente responsáveis pelas cores azul e vermelha encontradas em flores, frutas e folhas. Nas uvas para vinho, elas se desenvolvem durante o estágio de veraison, quando a casca das uvas para vinho tinto muda de cor, passando de verde para vermelho e preto. À medida que os açúcares da uva aumentam durante o amadurecimento, aumenta também a concentração de antocianinas. Um problema associado à mudança climática tem sido o acúmulo de açúcares na uva, que se acelera rapidamente e ultrapassa o acúmulo de antocianinas. Isso deixa os viticultores com a opção de colher uvas com teor de açúcar muito alto ou com teor de antocianina muito baixo. Na maioria das uvas, as antocianinas são encontradas apenas nas camadas celulares externas da casca, deixando o suco de uva em seu interior praticamente incolor. Portanto, para obter a pigmentação da cor no vinho, o mosto em fermentação precisa estar em contato com as cascas das uvas para que as antocianinas sejam extraídas. Portanto, o vinho branco pode ser produzido a partir de uvas de vinho tinto da mesma forma que muitos vinhos espumantes brancos são produzidos a partir das uvas de vinho tinto Pinot noir e Pinot Meunier. A exceção é a pequena classe de uvas conhecida como teinturiers, como a Alicante Bouschet, que tem uma pequena quantidade de antocianinas na polpa que produz um suco pigmentado.
Há vários tipos de antocianinas (como glicosídeo) que são responsáveis pela vasta gama de cores, desde o vermelho rubi até o preto escuro, encontradas nas uvas para vinho. Os ampelógrafos podem usar essa observação para ajudar na identificação de diferentes variedades de uva. A família de videiras européias Vitis vinifera é caracterizada por antocianinas compostas por apenas uma molécula de glicose, enquanto as videiras não-viníferas, como as híbridas e a americana Vitis labrusca, têm antocianinas com duas moléculas. Esse fenômeno se deve a uma dupla mutação no gene da antocianina 5-O-glicosiltransferase da V. vinifera. Em meados do século XX, os ampelógrafos franceses usaram esse conhecimento para testar as diversas variedades de videiras em toda a França a fim de identificar quais vinhedos ainda continham plantações não-viníferas.
Sabe-se também que as variedades de uvas Pinot de baga vermelha não sintetizam antocianinas para-cumariladas ou acetiladas, como fazem outras variedades.

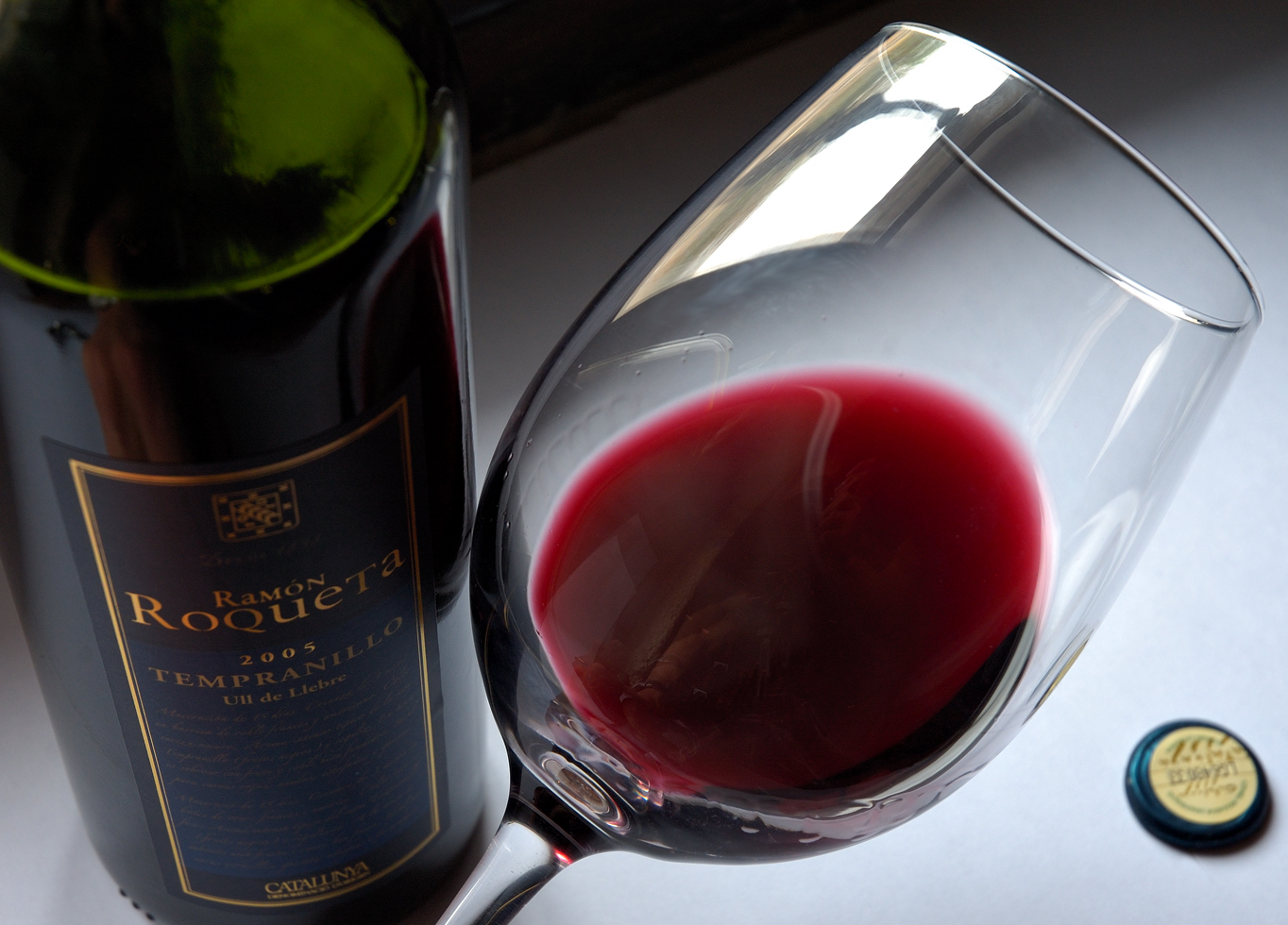
A Aragonez tem um nível de pH alto, o que significa que há uma concentração maior de pigmentos de antocianina azuis e incolores no vinho. A coloração do vinho resultante terá mais tons azuis do que tons vermelhos rubi brilhantes.

A variação de cor no vinho tinto acabado é parcialmente derivada da ionização dos pigmentos de antocianina causada pela acidez do vinho. Nesse caso, os três tipos de pigmentos de antocianina são vermelho, azul e incolor, e a concentração desses vários pigmentos determina a cor do vinho. Um vinho com pH baixo (e maior acidez) terá uma maior ocorrência de antocianinas ionizadas, o que aumentará a quantidade de pigmentos vermelhos brilhantes. Vinhos com pH mais alto terão uma concentração maior de pigmentos azuis e incolores. À medida que o vinho envelhece, as antocianinas reagem com outros ácidos e compostos presentes nos vinhos, como taninos, ácido pirúvico e acetaldeído, o que altera a cor do vinho, fazendo com que ele desenvolva tons mais "vermelho-tijolo". Essas moléculas se unem para criar polímeros que acabam excedendo sua solubilidade e se tornam sedimentos no fundo das garrafas de vinho. As piranoantocianinas são compostos químicos formados em vinhos tintos por leveduras durante os processos de fermentação ou durante os processos de oxigenação controlada durante o envelhecimento do vinho.

#### Taninos
Artigo principal: Tanino
Os taninos se referem ao grupo diversificado de compostos químicos do vinho que podem afetar a cor, a capacidade de envelhecimento e a textura do vinho. Embora os taninos não possam ser cheirados ou degustados, eles podem ser percebidos durante a degustação do vinho pela sensação tátil de ressecamento e pelo senso de amargor que podem deixar na boca. Isso se deve à tendência dos taninos de reagir com proteínas encontradas na saliva. Na harmonização de alimentos e vinhos, os alimentos ricos em proteínas (como carne vermelha) geralmente são combinados com vinhos tânicos para minimizar a adstringência dos taninos. No entanto, muitos consumidores de vinho consideram a percepção dos taninos uma característica positiva, especialmente no que se refere à sensação na boca. O gerenciamento dos taninos no processo de vinificação é um componente essencial da qualidade resultante.
Os taninos são encontrados na casca, nos caules e nas sementes das uvas para vinho, mas também podem ser introduzidos no vinho por meio do uso de barris e lascas de carvalho ou com a adição de pó de tanino. Os taninos naturais encontrados nas uvas são conhecidos como proantocianidinas devido à sua capacidade de liberar pigmentos de antocianina vermelha quando aquecidos em uma solução ácida. Os extratos de uva são ricos principalmente em monômeros e pequenos oligômeros (grau médio de polimerização < 8). Os extratos de semente de uva contêm três monômeros (catequina, epicatequina e galato de epicatequina) e oligômeros de procianidina. Os extratos de casca de uva contêm quatro monômeros (catequina, epicatequina, galocatequina e epigalocatequina), bem como oligômeros de procianidinas e prodelfinidinas. Os taninos são formados por enzimas durante os processos metabólicos da videira. A quantidade de taninos encontrada naturalmente nas uvas varia de acordo com a variedade, sendo que Cabernet Sauvignon, Nebbiolo, Syrah e Tannat são quatro das variedades de uvas mais tânicas. A reação de taninos e antocianinas com o composto fenólico catequinas cria outra classe de taninos conhecida como taninos pigmentados, que influenciam a cor do vinho tinto. As preparações comerciais de taninos, conhecidas como taninos enológicos, feitas de madeira de carvalho, semente e casca de uva, galha vegetal, castanha, quebracho, gambier e frutos de mirobalan, podem ser adicionadas em diferentes estágios da produção do vinho para melhorar a durabilidade da cor. Os taninos derivados da influência do carvalho são conhecidos como "taninos hidrolisáveis", sendo criados a partir dos ácidos elágico e gálico encontrados na madeira.

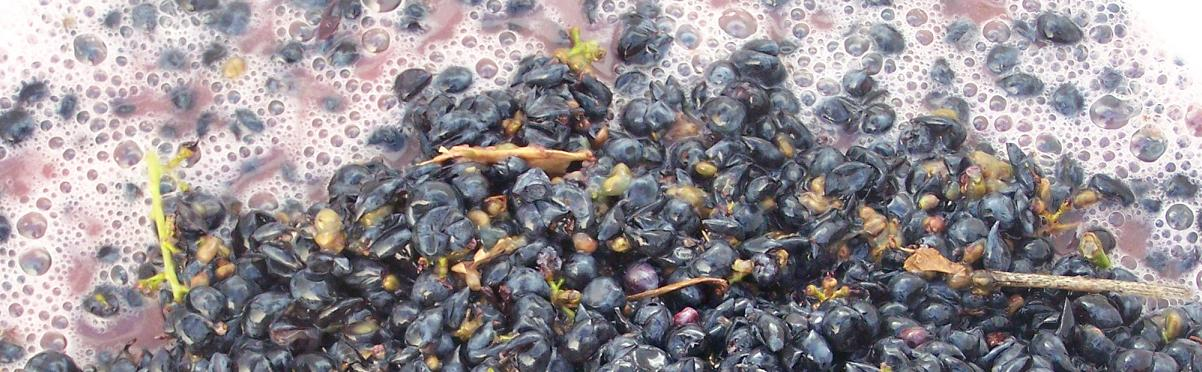
A fermentação com o caule, as sementes e a casca aumentará o teor de tanino do vinho.

Nos vinhedos, também está sendo feita uma distinção cada vez maior entre taninos "maduros" e "não maduros" presentes na uva. Essa "maturação fisiológica", que é determinada grosseiramente pela degustação das uvas nas videiras, está sendo usada juntamente com os níveis de açúcar para determinar o momento da colheita. A ideia é que os taninos "mais maduros" terão um sabor mais suave, mas ainda assim proporcionarão alguns dos componentes de textura que são favoráveis ao vinho. Na vinificação, o tempo que o mosto passa em contato com as cascas, os caules e as sementes da uva influenciará a quantidade de taninos presentes no vinho, sendo que os vinhos submetidos a um período de maceração mais longo terão mais extrato de tanino. Após a colheita, os caules são normalmente retirados e descartados antes da fermentação, mas alguns vinicultores podem intencionalmente deixar alguns caules em variedades com baixo teor de taninos (como o Pinot noir) para aumentar o extrato tânico no vinho. Se houver um excesso na quantidade de taninos no vinho, os vinicultores podem usar vários agentes de colagem, como albumina, caseína e gelatina, que podem se ligar à molécula de taninos e precipitá-los como sedimentos. À medida que o vinho envelhece, os taninos formam longas cadeias polimerizadas que são vistas pelo degustador como "mais macias" e menos tânicas. Esse processo pode ser acelerado pela exposição do vinho ao oxigênio, que oxida os taninos em compostos semelhantes à quinona, que são propensos à polimerização. A técnica de vinificação de micro-oxigenação e decantação do vinho usa o oxigênio para imitar parcialmente o efeito do envelhecimento sobre os taninos.
Um estudo sobre a produção e o consumo de vinho demonstrou que os taninos, na forma de proantocianidinas, têm um efeito benéfico sobre a saúde vascular. O estudo mostrou que os taninos suprimiram a produção do peptídeo responsável pelo endurecimento das artérias. Para apoiar suas descobertas, o estudo também aponta que os vinhos das regiões do sudoeste da França e da Sardenha são particularmente ricos em proantocianidinas, e que essas regiões também produzem populações com maior expectativa de vida.
As reações dos taninos com o composto fenólico antocianidinas criam outra classe de taninos conhecida como taninos pigmentados, que influencia a cor do vinho tinto.

#### Adição de taninos enológicos
As preparações comerciais de taninos, conhecidas como taninos enológicos, feitas de madeira de carvalho, semente e casca de uva, galha vegetal, castanha, quebracho, gambier e frutos de mirobalan, podem ser adicionadas em diferentes estágios da produção do vinho para melhorar a durabilidade da cor. 

#### Efeitos dos taninos sobre a potabilidade e o potencial de envelhecimento do vinho
Os taninos são um conservante natural do vinho. Os vinhos não envelhecidos com alto teor de taninos podem ser menos saborosos do que os vinhos com um nível menor de taninos. Os taninos podem ser descritos como deixando uma sensação seca e enrugada com uma "pelugem" na boca que pode ser comparada a um chá cozido, que também é muito tânico. Esse efeito é particularmente profundo quando se bebe vinhos tânicos sem o benefício da comida.
Muitos apreciadores de vinho veem os taninos naturais (encontrados principalmente em variedades como Cabernet Sauvignon e frequentemente acentuados pelo envelhecimento em barris de carvalho) como um sinal de potencial longevidade e capacidade de envelhecimento. Os taninos conferem uma adstringência que suga a boca quando o vinho é jovem, mas se "resolvem" (por meio de um processo químico chamado polimerização) em elementos deliciosos e complexos de "buquê de garrafa" quando o vinho é armazenado em condições de temperatura adequadas, de preferência na faixa de 13 a 16°C constantes. Esses vinhos amadurecem e melhoram com a idade, com a "espinha dorsal" tânica ajudando o vinho a sobreviver por até 40 anos ou mais. Em muitas regiões (como em Bordeaux), as uvas tânicas, como a Cabernet Sauvignon, são misturadas com uvas de tanino mais baixo, como a Merlot ou a Cabernet Franc, diluindo as características tânicas. Os vinhos brancos e os vinhos vinificados para serem consumidos jovens (por exemplo, os vinhos nouveau) normalmente têm níveis mais baixos de tanino.

### Outros flavonoides
Os flavan-3-óis (catequinas) são flavonóides que contribuem para a formação de vários taninos e contribuem para a percepção do amargor no vinho. Eles são encontrados em concentrações mais altas nas sementes de uva, mas também na casca e nos caules. As catequinas desempenham um papel na defesa microbiana da baga da uva, sendo produzidas em concentrações mais altas pelas videiras quando estão sendo atacadas por doenças da uva, como o míldio. Por isso, as videiras em climas frios e úmidos produzem catequinas em níveis mais altos do que as videiras em climas secos e quentes. Juntamente com as antocianinas e os taninos, elas aumentam a estabilidade da cor dos vinhos, o que significa que o vinho poderá manter sua coloração por um período mais longo. A quantidade de catequinas presentes varia entre as castas de uva, sendo que variedades como Pinot noir têm altas concentrações, enquanto Merlot e especialmente Syrah têm níveis muito baixos. Como antioxidante, há alguns estudos sobre os benefícios à saúde do consumo moderado de vinhos ricos em catequinas.
Nas uvas vermelhas, o principal flavonol é, em média, a quercetina, seguida pela miricetina, kaempferol, laricitrina, isorhamnetina e siringetina. Nas uvas brancas, o principal flavonol é a quercetina, seguida pelo kaempferol e pela isorhamnetina. Os flavonóis do tipo delfinidina miricetina, laricitrina e siringetina estão ausentes em todas as variedades brancas, indicando que a enzima flavonoide 3',5'-hidroxilase não é expressa nas variedades de uvas brancas.
A miricetina, a laricitrina e a siringetina, flavonóis presentes apenas nas variedades de uvas tintas, podem ser encontradas no vinho tinto.

### Não flavonoides

#### Ácidos hidroxicinâmicos
Os ácidos hidroxicinâmicos [en] são o grupo mais importante de fenóis não flavonoides no vinho. Os quatro mais abundantes são os ésteres de ácido tartárico trans-caftárico, cis- e trans-coutárico e trans-fertárico. No vinho, eles também estão presentes na forma livre (ácidos trans-cafeico, trans-p-cumárico e trans-ferúlico).

#### Estilbenoides
A V. vinifera também produz estilbenoides.
O resveratrol é encontrado em sua maior concentração na casca das uvas para vinho. O acúmulo nas bagas maduras de diferentes concentrações de resveratrol ligado e livre depende do nível de maturidade e é altamente variável de acordo com o genótipo. As variedades de uvas para vinho tinto e branco contêm resveratrol, mas o contato mais frequente com a pele e a maceração fazem com que os vinhos tintos normalmente tenham dez vezes mais resveratrol do que os vinhos brancos. O resveratrol produzido pelas videiras fornece defesa contra micro-organismos patogênicos, e a produção pode ser estimulada artificialmente pela radiação ultravioleta. As videiras de regiões frias e úmidas com maior risco de doenças nas uvas, como Bordeaux e Borgonha, tendem a produzir uvas com níveis mais altos de resveratrol do que as regiões vinícolas mais quentes e secas, como a Califórnia e a Austrália. Diferentes variedades de uvas tendem a ter níveis diferentes, sendo que as Muscadines e a família Pinot têm níveis altos, enquanto a família Cabernet tem níveis mais baixos de resveratrol. No final do século XX, o interesse pelos possíveis benefícios à saúde do resveratrol no vinho foi estimulado pela discussão do paradoxo francês envolvendo a saúde dos consumidores de vinho na França.
O piceatannol também está presente na uva, de onde pode ser extraído e encontrado no vinho tinto.

#### Ácidos fenólicos
A vanilina é um aldeído fenólico mais comumente associado às notas de baunilha em vinhos envelhecidos em carvalho. Quantidades residuais de vanilina são encontradas naturalmente nas uvas, mas são mais proeminentes na estrutura de lignina dos barris de carvalho. Os barris mais novos transmitem mais vanilina, com a concentração presente diminuindo a cada uso subsequente.

## Fenóis do envelhecimento em carvalho

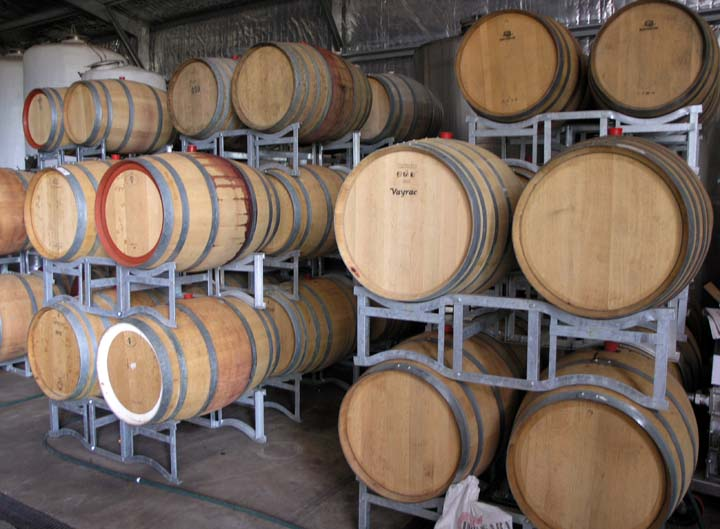
Compostos fenólicos, como taninos e vanilina, podem ser extraídos do envelhecimento em barris de carvalho.

O barril de carvalho adicionará compostos como a vanilina e os taninos hidrolisáveis (elagitaninos). Os taninos hidrolisáveis presentes no carvalho são derivados das estruturas de lignina da madeira. Eles ajudam a proteger o vinho contra a oxidação e a redução.
O 4-etilfenol e o 4-etilguaiacol são produzidos durante o envelhecimento do vinho tinto em barris de carvalho infectados por brettanomyces.

## Fenóis e polifenóis naturais das rolhas de cortiça

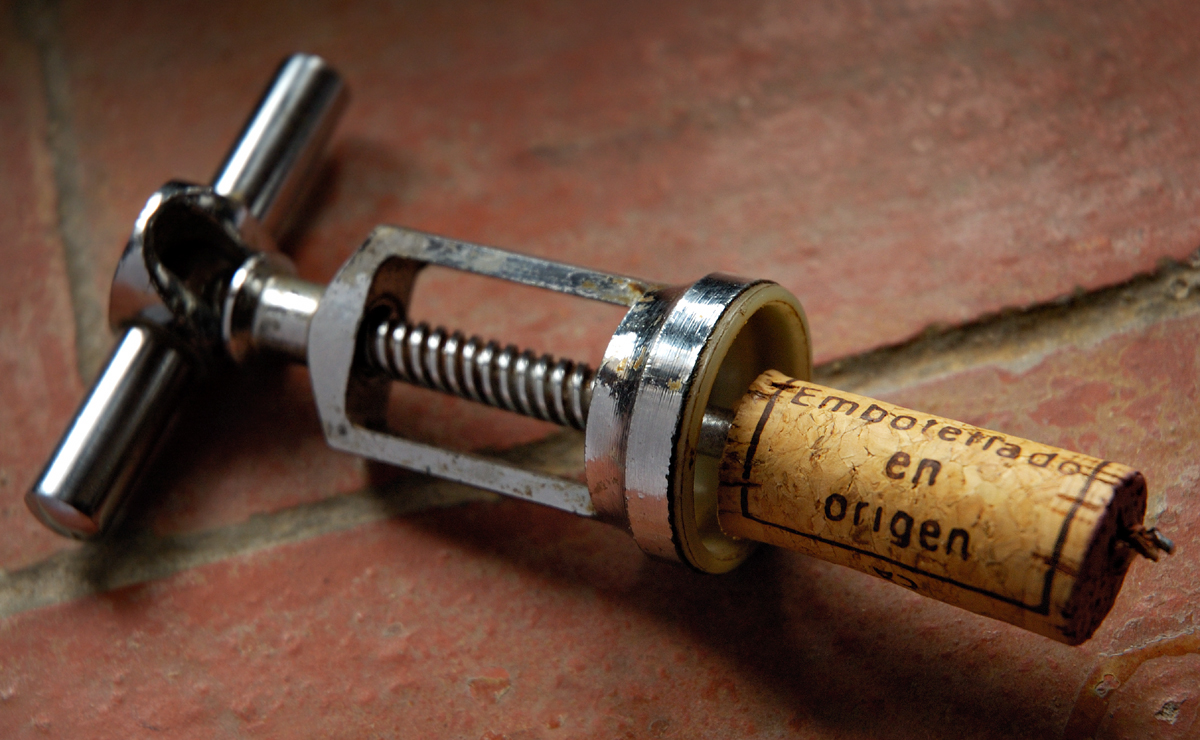
Rolha de cortiça extraída com a inscrição "Engarrafado na origem" em espanhol

Os polifenóis de baixo peso molecular, bem como os elagitaninos, são suscetíveis de serem extraídos das rolhas de cortiça para o vinho. Os polifenóis identificados são os ácidos gálico, protocatecuico, vanílico, cafeico, ferúlico e elágico; os aldeídos protocatecuico, vanílico, coniferílico e sinápico; as cumarinas aesculetina e escopoletina; os elagitaninos são as roburinas A e E, grandinina, vescalagina e castalagina.
O guaiacol é uma das moléculas responsáveis pelo defeito da cortiça no vinho.

## Conteúdo fenólico em relação às técnicas de produção de vinho

### Níveis de extração em relação às técnicas de prensagem da uva
A liberação instantânea é uma técnica usada na prensagem do vinho, que permite uma melhor extração dos compostos fenólicos.

### Microoxigenação
A exposição do vinho ao oxigênio em quantidades limitadas afeta o conteúdo fenólico.

## Compostos fenólicos encontrados no vinho

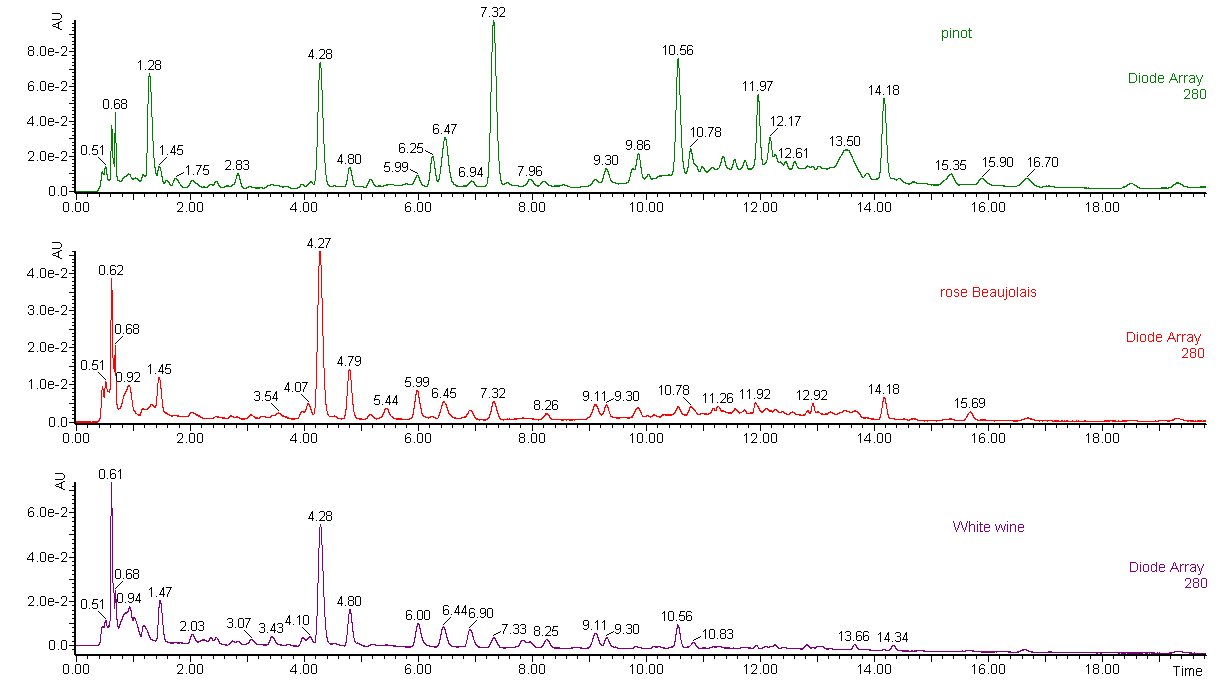
Cromatogramas de LC a 280 nm de um vinho tinto Pinot (parte superior), um Beaujolais rosé (meio) e um vinho branco (parte inferior). A imagem mostra os picos correspondentes aos diferentes compostos fenólicos. O pico entre 9 e 15 minutos corresponde à presença de taninos, presentes principalmente no vinho tinto.

Dependendo dos métodos de produção, do tipo de vinho, das variedades de uva e dos processos de envelhecimento, os seguintes compostos fenólicos podem ser encontrados no vinho. A lista não é exaustiva.
- Acutissimin A
- Aesculetina
- Adutos de antocianidina-ácido caftárico
- Astilbina [en]
- Astringina [en]
- Dímeros de proantocianidina do tipo B [en]
- Trímeros de proantocianidina do tipo B
- Ácido cafeico
- Ácido Caftárico [en]
- Castalagina [en]
- Castavinol C1
- Castavinol C2
- Castavinol C3
- Castavinol C4
- Catequina
- Catequina-(4,8)-malvidina-3-O-glucosídeo
- Composto NJ2
- Aldeído coniferílico
- Ácido cumárico [en]
- Ácido cutárico
- Cianidina
- Cianina (Cianidina-3,5-O-diglucosídeo [en])
- Cianidina 3O-glucosídeo [en]
- Cianidina acetil 3O-glicosídeo
- Cianidina cumaroil 3O-glicosídeo
- Cianidina-3-O-glicosídeo-ácido pirúvico
- Cianidina-3-O-acetilglicosídeo-ácido pirúvico
- Cianidina-cumaroylglicosídeo-ácido pirúvico
- Delfinidina
- 3-glicosídeo da delfinidina
- Delphinidin 3-O-(6-p-coumaroil)glucoside
- Delphinidin coumaroyl 3O glucoside
- Delta-viniferina
- Diidro-resveratrol
- Ácido elágico
- Engeletina
- Galocatequina
- Epigalocatequina
- Epsilon-viniferina
- Cafeato de etila
- Galato de etila
- Protocatecuato de etila
- 4-Etilguaiacol
- 4-Etilfenol
- Ácido fertárico
- Ácido ferúlico
- Ácido gálico
- Ácido gentísico
- Grandinina
- Produto da reação da uva
- Guaiacol
- Hopeaphenol
- Ácido 4-hidroxibenzoico
- Isorhamnetol 3-glucosídeo
- Kaempferol
- Glucosídeo de Kaempferol (astragalina)
- Glucuronídeo de Kaempferol
- Malvidina
- Malvidina 3O-glucosídeo (oenina)
- Acetil-3O-glucosídeo da malvidina
- Malvidina cafeoil-3O-glucosídeo
- Malvidina cumaroil-3O-glucosídeo
- Glicosídeo de malvidina-etil-catequina
- Malvidina-3-O-glucosídeo-ácido pirúvico
- Malvidina-3-O-acetilglucosídeo-ácido pirúvico
- Malvidina-3-O-cumaroylglucoside-ácido pirúvico
- Malvidina-3-O-glucosídeo-acetaldeído
- Malvidina-3-O-acetilglucosídeo-acetaldeído
- Malvidina-3-O-cumaroylglucosideo-acetaldeído
- Malvidina-3-O-glucosídeo-4-vinilcatecol
- Malvidina-3-O-acetilglucosídeo-4-vinilcatecol
- Malvidina-3-O-cumaroylglucosideo-4-vinylcatechol
- Malvidina-3-O-glucosídeo-4-vinilfenol
- Malvidina-3-O-acetilglucosídeo-4-vinilfenol
- Malvidina-3-O-cumaroylglucosideo-4-vinilfenol
- Malvidina-3-O-cafeoilglucosídeo-4-vinilfenol
- Malvidina-3-O-glucosídeo-4-vinilguaiacol
- Malvidina-3-O-acetilglucosídeo-4-vinilguaiacol
- Malvidina-3-O-cumaroylglucosideo-vinylguaiacol
- Malvidina-3-O-glucosídeo-4-vinil(epi)catequina
- Malvidina-3-O-acetilglucosídeo-4-vinil(epi)catequina
- Malvidina-3-O-cumaroylglucosídeo-4-vinil(epi)catequina
- Galato de metila
- Miricetol
- Myricetol 3-glucosídeo
- Miricetol 3-glucuronídeo
- Oxovitisina A
- Palidol
- Pelargonina (Pelargonidina 3,5-O-diglucosídeo)
- 3O-glucosídeo de peonidina
- Peonidina acetil-3O-glucosídeo
- Peonidina-3-(6-p-cafeoil)-glucosídeo
- Peonidina cumaroil 3O-glucosídeo
- Peonidina-3-O-glucosídeo - ácido pirúvico
- Peonidina-3-O-acetilglucosídeo-ácido pirúvico
- Peonidina-3-O-cumaroylglucosídeo-ácido pirúvico
- Peonidina-3-O-glucosídeo-4-vinilcatecol
- Peonidina-3-O-acetilglucosídeo-4-vinilcatecol
- Peonidina-3-O-cumaroylglucosídeo-4-vinilcatecol
- Peonidina-3-O-glucosídeo-4-vinilfenol
- Peonidina-3-O-acetilglucosídeo-4-vinilfenol
- Peonidina-3-O-cumaroylglucosídeo-4-vinilfenol
- Peonidina-3-O-glucosídeo-4-vinilguaiacol
- Peonidina-3-O-glucosídeo-4-vinil(epi)catequina
- Peonidina-3-O-acetilglucosídeo-4-vinil(epi)catequina
- Petunidina
- Glicosídeo 3O da petunidina
- Petunidina acetil-3O-glucosídeo
- Glicosídeo de cumaroil-3O da petunidina
- Petunidina-3-O-glucosídeo-ácido pirúvico
- Petunidina-3-O-acetilglucosídeo-ácido pirúvico
- Petunidina-3-O-cumaroilglucosídeo-ácido pirúvico
- Petunidina-3-O-glucosídeo-4-vinilcatecol
- Petunidina-3-O-acetilglucosídeo-4-vinilcatecol
- Petunidina-3-O-cumaroylglucoside-4-vinylcatechol
- Petunidina-3-O-glucosídeo-4-vinilfenol
- Petunidina-3-O-acetilglucosídeo-4-vinilfenol
- Petunidina-3-O-cumaroylglucoside-4-vinilfenol
- Petunidina-3-O-glucosídeo-4-vinilguaiacol
- Petunidina-3-O-glucosídeo-4-vinil(epi)catequina
- Petunidina-3-O-acetilglucosídeo-4-vinil(epi)catequina
- Ácido floroglucinol carboxílico
- Piceatannol
- Piceídeos
- Pinotina A
- Procianidinas oligoméricas:
  - Procianidina B1
  - Procianidina B2
  - Procianidina B3
  - Procianidina B4
  - B1-3-O-galato
  - B2-3-O-galato
  - B2-3'-O-galato
  - Procianidina C1 (epicatequina-(4β→8)-epicatequina-(4β→8)-epicatequina)
  - Procianidina C2 (catequina-(4α→8)-catequina-(4α→8)-catequina)
  - Procianidina T2 (trímero)

- Ácido protocatecuico
- Aldeído protocatecuico
- Quercetina
- Glucosídeo de quercetol
- Glucuronídeo de quercetol
- Resveratrol
- Roburina A
- Roburina E
- Escopoletina
- Sinapaldeído
- Ácido sinapínico
- Ácido siríngico
- Tirosol
- Ácido vanílico
- Vanilina
- Vescalagina
- 4-Vinilfenol
- Vitisina A
- Vitisina B
- Dímero de vinilpiranomalvidina-3O-glucosídeo-procianidina
- Dímero de vinilpiranoMv-3-cumaroylglucosideo-procianidina
- Vinilpiranomalvidina-3O-glucosídeo-catequina
- Vinilpiranomalvidina-3O-cumaroylglucosídeo-catequina
- Vinilpiranomalvidina-3O-fenol
- Vinilpiranopetunidina-3O-glucosídeo-catequina
- Vinilpiranopeonidina-3O-glucosídeo-catequina
- Vinilpiranomalvidina-3O-acetilglucosídeo-catequina

## Efeitos
Os compostos de polifenóis podem interagir com voláteis e contribuir para os aromas do vinho. Embora se especule que os polifenóis do vinho proporcionem benefícios antioxidantes ou outros, há poucas evidências de que os polifenóis do vinho realmente tenham algum efeito em seres humanos. Pesquisas preliminares limitadas indicam que os polifenóis do vinho podem diminuir a agregação plaquetária, melhorar a fibrinólise e aumentar o colesterol HDL, mas ensaios clínicos de alta qualidade não confirmaram esses efeitos até 2017.

## Links externos
- Wine polyphenols vary with age and variety (Polyphenols on www.guideduvin.com) (em francês)
- Polyphenol concentrations in red, white and rosé wines at www.phenol-explorer.eu